# Dubantowska Polana
Dubantowska Polana – polana położona powyżej górnego końca Wąwozu Homole w Małych Pieninach. Znajduje się na prawych zboczach Dubantowskiej Dolinki, administracyjnie w obrębie wsi Jaworki w województwie małopolskim, w powiecie nowotarskim, w gminie miejsko-wiejskiej Szczawnica.
Dubantowska Polana położona jest na średniej wysokości 646 m. Jest to niewielka, trawiasta rówień od zachodniej, północnej i wschodniej strony otoczona skałami. Najwybitniejsze z nich to Kamienne Księgi i Czajakowa Skała. Zwykle odpoczywają tutaj turyści po przejściu rezerwatu przyrody Wąwóz Homole. Tworzące niski murek Kamienne Księgi znajdują się przy górnym końcu Wąwozu Homole. Według opowiadań najstarszych wśród miejscowej ludności zapisane są w nich wszystkie losy ludzkie. Jest to zaszyfrowane pismo, którego nikt dotąd nie dał rady odczytać. Udało się to dopiero pewnemu staremu popowi z Wielkiego Lipnika na Słowacji, ale Pan Bóg nie chcąc, by ludzie poznali koleje swojego przyszłego życia, odebrał mu mowę.
Na polance są stoły i ławy dla turystów, zaś po północnej i wschodniej stronie nieduże zbocze z oryginalnymi i interesującymi pod względem geologicznym skałami. Strome ściany skalne porośnięte jałowcem. Polanka jest koszona i prowadzi przez nią ułożona z kamieni ścieżka. Wokół polany również z naturalnych kamieni ścieżka edukacyjna. prowadząca obok Czajakowej Skały dookoła polany. Czasami można tu spotkać rzadkiego i podlegającego ochronie motyla – niepylaka apollo.

## Szlaki turystyczne
Przez Dubantowską Polanę prowadzi szlak turystyki pieszej. Od Dubantowskiej Polany ścieżka wspina się podmokłą i zarastającą łąką do polanki Jemeriska. Dla ułatwienia jej przejścia wykonano drewniane schodki. Przy Jemeriskach ścieżka wychodzi na leśną drogę wiodącą wzdłuż potoku Kamionka (Homole) do polanki Za Potok, dalej pasterskimi halami pod szczyt Wysokich Skałek.
 Jaworki – Wąwóz Homole – Dubantowska Polana – Jemeriska – Za Potok – Polana pod Wysoką – Wysokie Skałki. Czas przejścia 1 h 45 min, z powrotem 1 h 15 min.

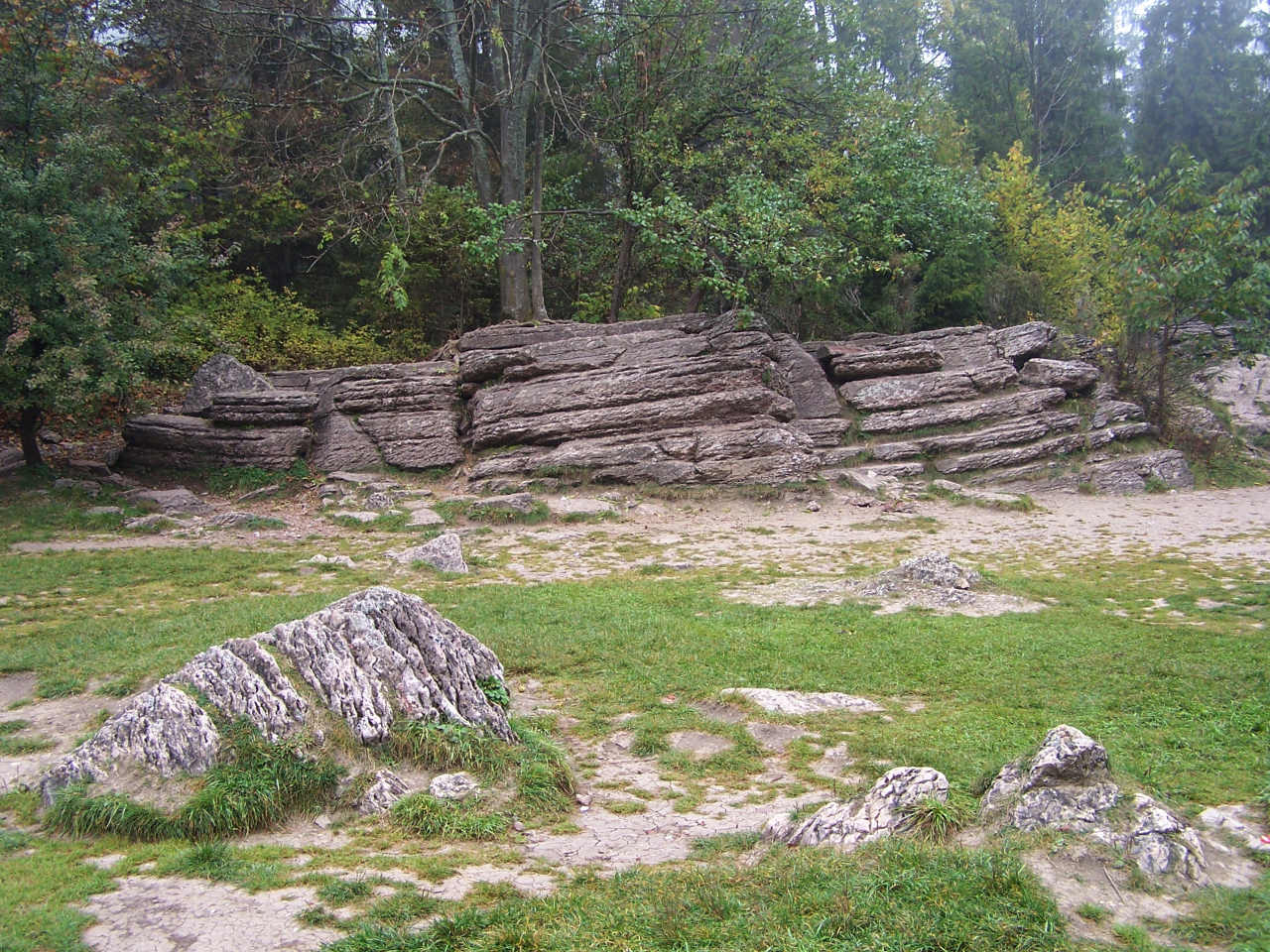
Kamienne Księgi